# Kurt von Greiff
Kurt von Greiff, nemški general, * 24. februar 1876, † 6. marec 1945.